# Kevin Moran
Pour les articles homonymes, voir Moran.
Kevin Bernard Moran (en irlandais : Caoimhín Bearnard Ó Móráin), né le 29 avril 1956 à Dublin en Irlande est un joueur de football gaélique puis footballeur professionnel irlandais. Aujourd’hui retraité, il a d’abord joué au football gaélique puis est devenu footballeur professionnel en Angleterre, deux sport pratiqués au plus haut niveau et avec un succès équivalent.
Au  football gaélique Kevin Moran joue milieu défensif pour Dublin GAA il remporte deux championnats d'Irlande en 1976 et 1977 et est nommé dans l’équipe All star 1976.
Au football, Moran joue arrière central et joue la quasi-totalité de sa carrière pour le grand club de Manchester United avec qui il remporte deux coupes d’Angleterre en 1983 et 1985. Il est sélectionné en équipe de république d'Irlande de football à 71 reprises.
Kevin Moran grandit dans le quartier de Rialto à Dublin avant que la famille ne déménage vers Walkinstown. Il entre alors à la Drimnagh Castle Secondary School où le football gaélique est le sport prépondérant. Moran lui a surtout pratiqué jusqu’alors le football dans les rues de son quartier. À l’adolescence, Moran pratique les deux sports, le football avec le Bohemian FC puis Pegasus et sa version gaélique avec Good Counsel GAA. Cette double pratique n’est pas sans lui poser un problème car les matchs ont lieu le même jour, le samedi.

## En football gaélique
Kevin Moran joue au football gaélique au plus haut niveau. Il est sélectionné pour jouer dans l’équipe du Comté de Dublin, le Dublin GAA. Avec son équipe il remporte deux Championnat d'Irlande de football gaélique en 1976 et 1977. En 1976, Dublin prend sa revanche contre Derry GAA qui l’avait battu en finale de l’édition de 1975. Dublin l’emporte de nouveau en 1977 mais en demi-finale cette fois-ci grâce à un coup de poker tactique de son entraîneur, Kevin Heffernan. La finale de 1977 oppose Dublin à Armagh GAA, Dublin l’emportant sur le score de 5-12 à 3-6.
À titre personnel, Kevin Moran se voit récompensé par la très gratifiante nomination dans l’équipe All-Star de l’année 1976.
Moran remporte aussi la Ligue nationale de football gaélique en 1977, grâce à une victoire en finale sur Derry GAA.

## En football

### En club
Kevin Moran joue au football au poste d’arrière central. Il commence dans les équipes de jeunes du club dublinois du Bohemian FC avant d’aller au club de Pegasus Dublin l’ancien nom de l’UC Dublin. Il est alors remarqué par Billy Behan, un des agents recruteurs du Manchester United. Dave Sexton, alors manager du grand club mancunien, l’engage en 1978. Moran fait ses débuts seniors le 20 avril 1979 contre Southampton FC.  Avec Manchester il remporte deux trophées, les Coupes d'Angleterre 1983 et 1985. Il est d’ailleurs le premier footballeur à avoir été expulsé lors d’une finale de Coupe d’Angleterre après son carton rouge reçu en 1985
Kevin Moran quitte Old Trafford à 32 ans lors de l’été 1988. Il est transféré au Real Sporting de Gijón.
En 1990, il revient en Angleterre et signe pour les Blackburn Rovers qui évoluent alors en deuxième division. Il y connait les pires moments avec une très piètre 19e place en 1990-1991 et les plus grands succès la saison suivante avec une montée en première division. Cette montée met fin à 26 années loin de l’élite anglaise pour le club. Moran aide le club à se hisser à la 4e place en 1992-1993 puis à la deuxième place en 1993-1994. Il se retire du football en 1994, un an avant que Blackburn ne remporte son premier titre de champion depuis 81 ans.

### Avec l'équipe nationale
Kevin Moran fait ses débuts internationaux avec l’équipe de république d'Irlande de football contre la Suède en 1980. Il joue ensuite un rôle important dans l’équipe à partir des éliminatoires pour la Coupe du monde de football 1982. Il accumule au total 71 sélections entre 1980 et 1994, participant à trois compétitions majeures, le Championnat d'Europe de football 1988 en Allemagne, la Coupe du monde de football 1990 en Italie et la Coupe du monde de football 1994 aux États-Unis. Il marque 6 buts avec le maillot vert sur ses épaules.

## Après le sport
Une fois retraité des terrains de football, Kevin Moran ne quitte pas complètement le football. Il se lance dans les affaires et monte une société d’agent de footballeurs avec Paul Stretford et Jesper Olsen. Il compte alors parmi ses clients les irlandais John O'Shea et Steve Finnan.
Moran travaille aussi pour la télévision en étant consultant pour la télévision irlandaise TV3 Ireland.

## Palmarès

### Football gaélique
Dublin GAA
- All-Ireland Senior Football Championship (2) : 
  - 1976 et 1977
- Leinster Senior Football Championship (3) : 
  -     - 1975, 1976, 1977
- All-Star 1976

### Football
Manchester United
- FA Cup (2) : 
  - 1983 et 1985
- Charity Shield (1) : 
  - 1983
- 71 sélections et 6 buts avec l'équipe d'Irlande entre 1980 et 1994.

## Sources
- (en) Stephen McGarrigle, The Complete who's who of Irish international football : 1945-1996, Edimbourg, Mainstream Publishing, octobre 1996, 237 p. (ISBN 1-85158-894-9), p. 138-139